# Sophia Eldo
Sophia Ferreira Eldo (Fortaleza, 30 de agosto de 2015) é uma atriz, cantora e modelo brasileira. Ficou conhecida por ter ganho os títulos de Miss Beleza Ceará na categoria baby em 2018, além de Miss Beleza Brasil em 2019, e no mesmo ano ter obtido vitória nas edições de Portugal, França e Peru do concurso.

## Biografia
Sophia Eldo, nascida em Fortaleza (CE), iniciou sua trajetória no meio artístico aos 7 meses de idade, quando participou de um desfile no colo da mãe. Com uma carreira precoce, ela conquistou mais de 20 títulos internacionais, incluindo Miss Beleza Ceará Baby e Miss Universo Baby, e recebeu prêmios na França, Portugal, Peru e Nova York.
Além da modelagem, Sophia tem se envolvido em colaborações musicais, destacando parcerias com Mara Maravilha e Jesus Luz. Em 2022, ela lançou "O Quarto da Sophia", um programa infantil no YouTube, expandindo sua presença no entretenimento.
Atualmente, Sophia é reconhecida como influenciadora digital e criadora de conteúdo, abrangendo diversas áreas do cenário artístico desde muito jovem. Ela continua a atuar como cantora e modelo.

## Carreira

### Títulos
- 2017 - Barbie Fashion Brasil
- 2018 - Miss Beleza Ceará Baby
- 2019 - Miss Beleza Brasil Baby
- 2019 - Miss Portugal Baby (Portugal)
- 2019 - Baby Beauty Word (França)
- 2020 - Miss Universo Baby (Peru)

### Discografia
- 2020 - Hora de Brincar
- 2021 - Cantigas Infantis
- 2021 - Parabéns pra Você
- 2021 - Dançando a Pisadinha
- 2023 - Quarto da Sophia / Remix

## Prêmios e nomeações
| 2023 | Portuguese Brazilian Awards | Melhor apresentadora mirim | Vencedora |